# Giacomo Agostini
Giacomo Agostini, ou "Ago" (Brescia, 16 de junho de 1942), é um ex-piloto italiano de motociclismo, quinze vezes campeão mundial em que, 8 campeonatos, são na categoria máxima do motociclismo: MotoGP (oito: 1966–1972 e 1975).
Giacomo Agostini foi introduzido no  Motorcycle Hall of Fame no ano de 1999.